# CAF Urbos

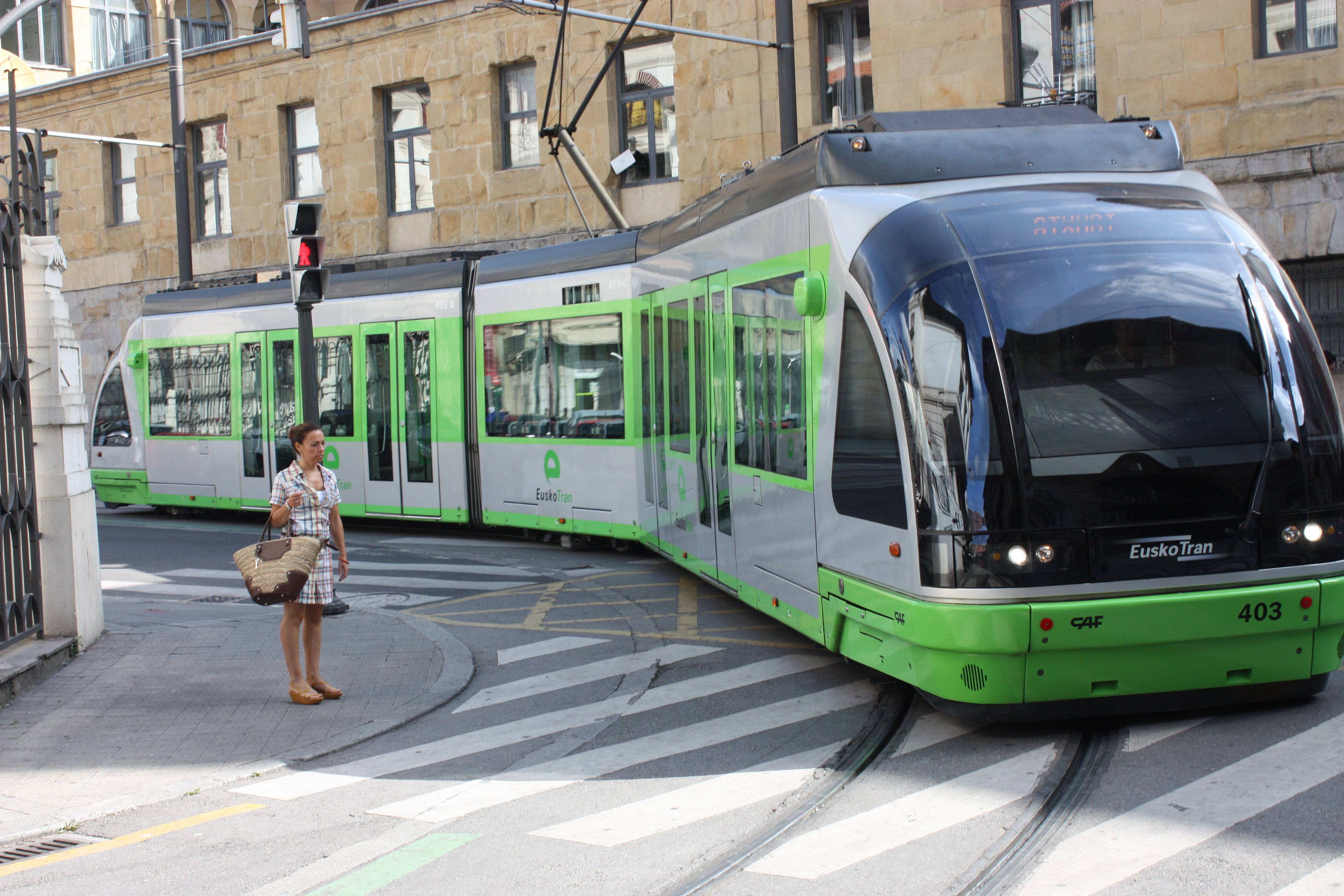
Tramvai Urbos 1 în Bilbao.

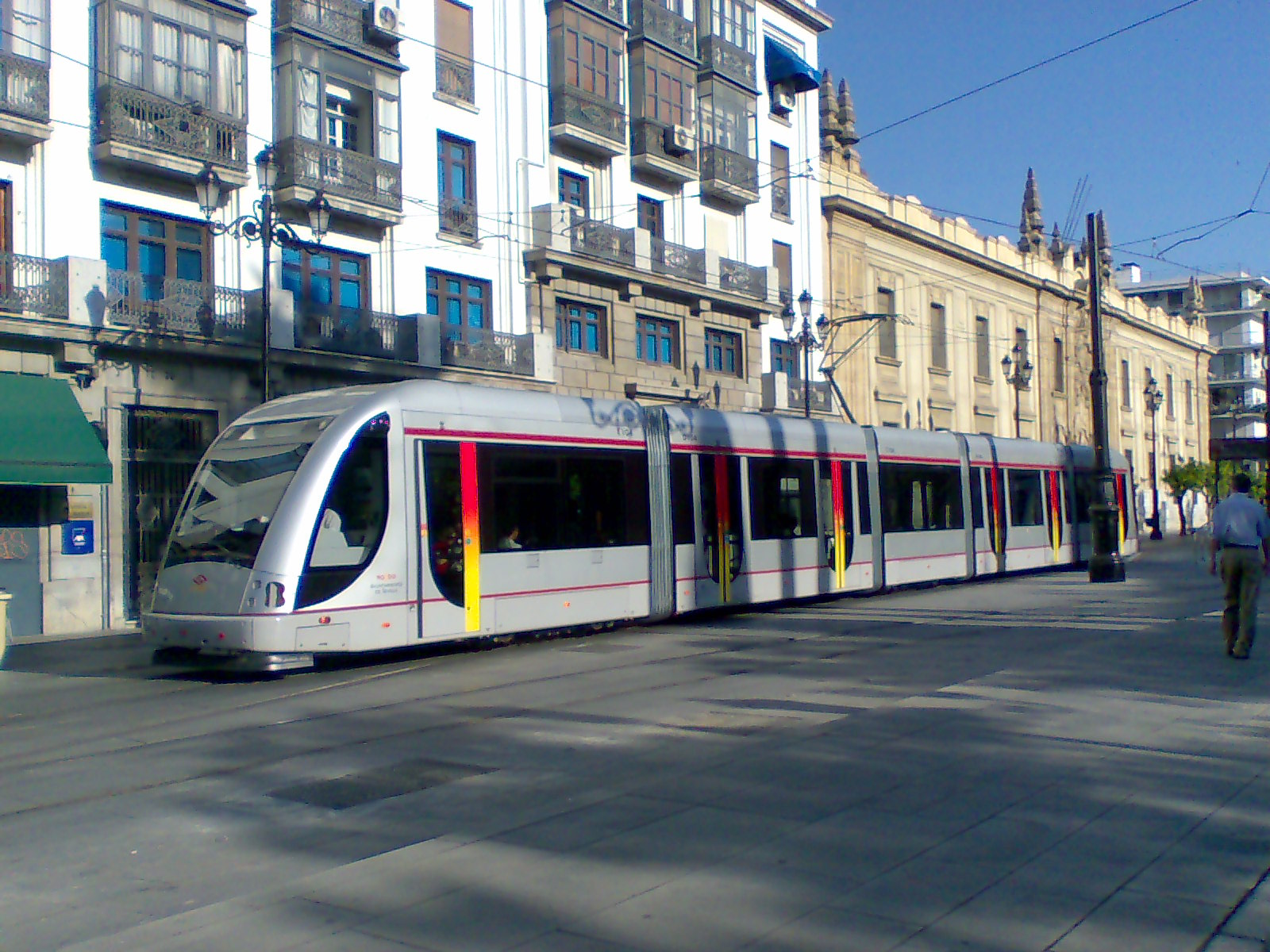
Tramvai Urbos 2 în Sevilla

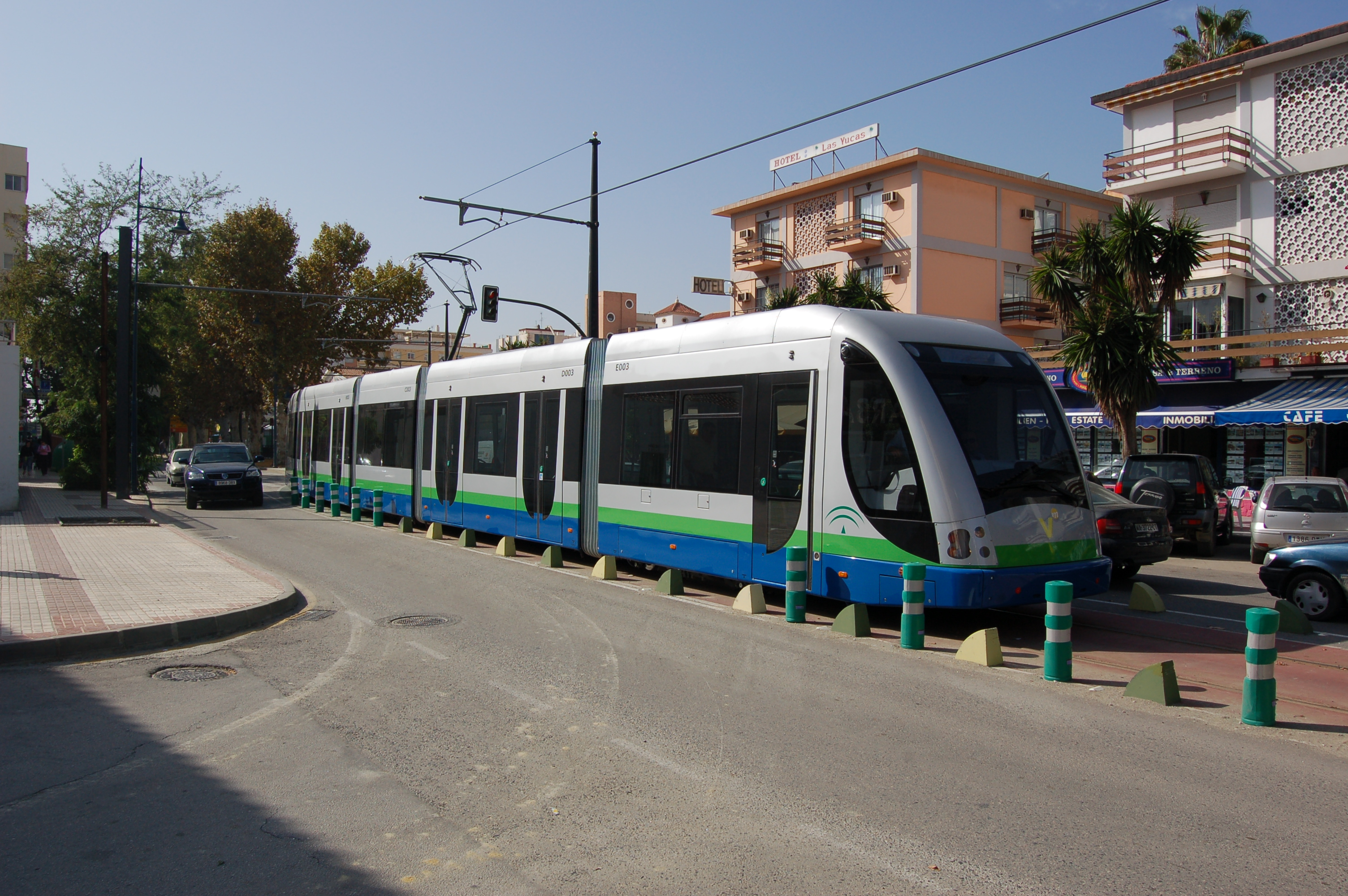
Tramvai Urbos 2 în Vélez-Málaga

Urbos este o familie de tramvaie și metrouri ușoare produse de compania CAF din Țara Bascilor.
Producătorul basc Construcciones y Auxiliar de Ferrocarriles (CAF) are o experiență lungă în fabricarea trenurilor, vehiculelor feroviare regionale și a metrourilor. Producția de tramvaie datează încă din 1993, când, în colaborare cu Siemens, CAF a început să producă cele 16 vehicule contractate pentru metroul din Sevilla. Acest tip de tramvai a fost, de fapt, o adaptare a unui model Siemens, iar în urma colaborării, boghiurile și motoarele acestora au fost livrate de compania germană. După câștigarea contractului pentru livrarea tramvaielor din Lisabona, s-a decis proiectarea unui model propriu.
Există trei generații ale tramvaielor Urbos: Urbos 1, Urbos 2, respectiv Urbos 3. Prima generație a fost comandată de compania de transport public al orașului basc Bilbao, căreia i s-au livrat 6 vehicule între 2004 și 2006. Producția și asamblarea s-au realizat inițial la Saragossa și la Linares.

## Urbos 1
Acest model a fost vândut către Euskotren Tranbia pentru a fi folosită pe liniile din Bilbao. Rețeaua originală a fost desființată în 1964 și noile linii au fost redeschise în decembrie 2002 și prelungite în 2004.
- Linia A (EuskoTran), 8 tramvaie (numerotate 401–408)[2]
  - cele opt tramvaie au podea joasă în proporție de 70%, sunt bidirecționale și au câte trei boghiuri de ecartament metric.[3]

## Urbos 2
- Tramvaiul din Vélez-Málaga (închiriate către Sydney Light Rail)
- Tramvaiul din Vitoria
- Metroul din Sevilla
- Tramvaiul din Antalya

## Urbos 3
Modelul Urbos 3 este succesorul Urbos 2, toate vânzările orientându-se asupra acestui nou model. Aceste tramvaie au podea joasă și o viteză maximă de 70 km/h. Modelul este oferit în variante pentru ecartament normal și metric și cu o lățime de 2,300, 2,400 sau 2,650 milimetri. Tramvaiele pot fi asamblate din 3, 5, 7 ori 9 module, cu o lungime care variază între 23 și 56 m.
CAF a dezvoltat un sistem pentru tramvaiele Urbos 3 care folosește supercondensatori, care permite operarea fără sursă externă de electricitate a tramvaielor pentru o scurtă perioadă. Acest sistem ACR (Acumulador de Carga Rápida) i-a permis operatorului de tramvaie din Sevilla să îndepărteze firul aerian de contact în timpul Săptămânii Mari din 2011.
| Țara      | Orașul                    | Bucăți      | Poză |
| --------- | ------------------------- | ----------- | ---- |
| Brazilia  | Cuiabá                    | 40          |      |
| Spania    | Málaga                    |             |      |
| Spania    | Granada                   |             |      |
| Spania    | Sevilla                   |             |      |
| Spania    | Cádiz                     |             |      |
| Spania    | Zaragoza                  | 21          |      |
| Serbia    | Belgrad                   | 30          |      |
| Scoția    | Edinburgh                 | 27          |      |
| Ungaria   | Debrețin                  | 18          |      |
| Ungaria   | Budapesta                 | 35+12 (+77) |      |
| Franța    | Besançon                  | 19          |      |
| Franța    | Nantes                    | 8           |      |
| Suedia    | Stockholm                 | 15          |      |
| Estonia   | Tallinn                   | 16(+4)      |      |
| Taivan    | Kaohsiung                 | 9           |      |
| USA       | Cincinnati                |             |      |
| USA       | Kansas City               |             |      |
| Australia | Sydney                    | 12          |      |
| Germania  | Freiburg im Breisgau      | 12          |      |
| Anglia    | Birmingham, Wolverhampton | 20(+5)      |      |

### Urbos AXL

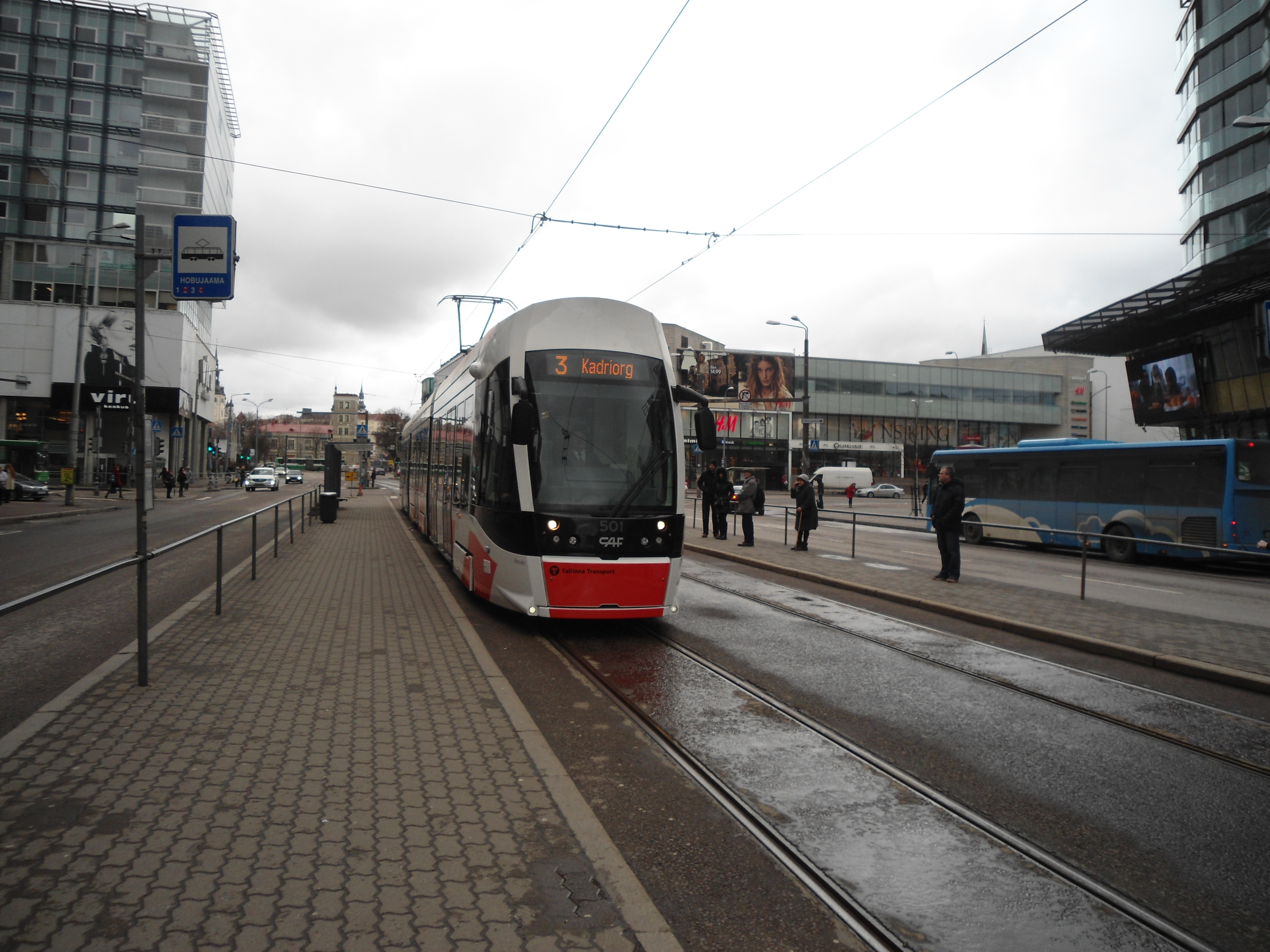
Urbos AXL în Tallinn

Vagonul Urbos AXL are o viteză maximă de 90 km/h. Având module mai late și boghiuri convenționale cu osii, acesta este destinat pentru sistemele de tranzit în masă.
- Tallinn, Estonia, (16 livrate din 20 comandate)[6]
- Stockholm, Suedia (15 comandate)[7][8]

## Legături externe
- Site-ul oficial CAF